# Carventaptera spinifera
Carventaptera spinifera är en insektsart som beskrevs av Robert L. Usinger och Ryuichi Matsuda 1959. Carventaptera spinifera ingår i släktet Carventaptera och familjen barkskinnbaggar. Inga underarter finns listade i Catalogue of Life.